# 馬謝沃

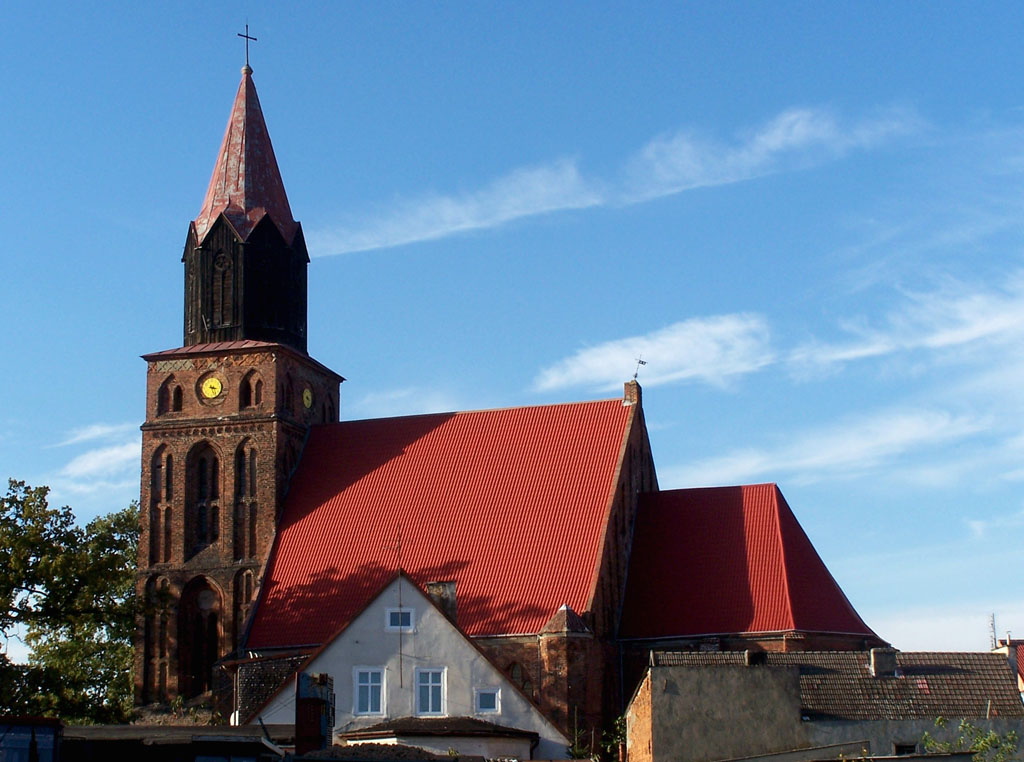

馬謝沃是波蘭的城鎮，位於該國西北部，距離首府什切青約40公里，由西波美拉尼亞省負責管轄，面積5.56平方公里，海拔高度66米，2006年人口3,073。

## 外部連結
- Official town webpage （页面存档备份，存于）

53°29′N 15°04′E / 53.483°N 15.067°E